# Moore Town
Moore Town är en ort i Jamaica.   Den ligger i parishen Parish of Portland, i den östra delen av landet, 40 km öster om huvudstaden Kingston. Moore Town ligger 113 meter över havet och antalet invånare är 1 119. Den ligger på ön Jamaica.
Terrängen runt Moore Town är kuperad norrut, men söderut är den bergig. Moore Town ligger nere i en dal. Runt Moore Town är det ganska tätbefolkat, med 96 invånare per kvadratkilometer. Närmaste större samhälle är Port Antonio, 11,2 km norr om Moore Town. I omgivningarna runt Moore Town växer i huvudsak städsegrön lövskog.